# Винценти Закшевски
Винцѐнти Валѐнти Игна̀ци Закшѐвски (на полски: Wincenty Walenty Ignacy Zakrzewski) е полски историк, професор и ректор на Ягелонския университет, изследовател на политическата история на Полша през XVI век, издател на исторически извори, участник в Януарското въстание.

## Биография
Винценти Закшевски е роден на 11 юли 1844 година в село Добжиков, близо до Плоцк, в семейството на Марианна (с родово име Писчинска) и Валенти Закшевски, герб Помян. Започва да учи в Петербург но избухването на Януарското въстание (1863) го кара да прекъсне и да се включи във въстаническите действия. Впоследствие продължава обучението си в Бреслау и Хайделберг. През 1973 година защитава докторска дисертация в Лайпцигския университет.
Започва работа като гост-лектор в Лвовския университет. През 1872 година се премества в Ягелонския университет. Там в периода 1890 – 1891 заема длъжността ректор. През 1881 година става член на Академията на знанията в Краков. Ръководи заедно със Станислав Смолка т.нар. „римска експедиция“, която има за цел да издирва извори за полската история в архивите на Ватикана.
Винценти Закшевски умира на 12 април 1918 година в Краков. Погребан е на Раковицкото гробище.

## Научни трудове
- Wladislaw III. Königs von Polen Erhebung auf den ungarischen Thron (1867)
- Powstanie i wzrost reformacji w Polsce, 1520 – 1572 (1870)
- Po ucieczce Henryka. Dzieje bezkrólewia 1574 – 1575 (1878)
- Historya wieków średnich w zarysie (1897)
- Historya starożytna w zarysie (1898)
- Historya nowożytna w zarysie (1899)